# Abdul Aziz Yusif
Abdul Aziz Yusif (sinh ngày 10 tháng 11 năm 1991) là một cầu thủ bóng đá người Ghana thi đấu ở vị trí tiền đạo cho Al-Shabab của Giải bóng đá ngoại hạng Bahrain.

## Sự nghiệp
Yusif trải qua 3 mùa giải ở Giải bóng đá ngoại hạng Ghana cùng với Asante Kotoko trước khi ký hợp đồng cùng với Smouha của Giải bóng đá ngoại hạng Ai Cập. Sau khi thi đấu 14 trận, Yusif rời khỏi câu lạc bộ.
Vào ngày 7 tháng 5 năm 2015 có thông báo rằng thử việc ở đội bóng tại Major League Soccer New York Red Bulls.